# Semana Santa en Villarrobledo
La Semana Santa de Villarrobledo (Albacete) vive actualmente una época de gran esplendor, habiendo sido declarada de "Interés turístico Regional" en octubre de 2008. Muchas son las novedades introducidas en los últimos años, con restauración generalizada de pasos e imágenes, y con la incorporación de otras nuevas. En el año 2006 se incorporaba una nueva imagen de Santa María Magdalena (obra realizada por el escultor de Morón de la Frontera D. Manuel Martín Nieto). Asimismo en año 2007 La Cofradía del Santo Sepulcro y de la Soledad estrenó un paso completo de la "Sagrada Flagelación" realizado también por D. Manuel Martín Nieto, este conjunto escultórico formada por 3 imágenes procesiona sobre un nuevo trono realizado en madera de Caoba de Cuba realizado por los prestigiosos Talleres de Hermanos Caballero de Sevilla y con
orfebrería de cartelas y capillas realizados por el Taller de Manuel de los Ríos (Orfebrería Andaluza) también de Sevilla. Cabe resaltar que todas las imágenes que desfilan en Villarrobledo se trata de obras realizadas en madera por escultores tanto locales como foráneos.
La imagen del Cristo Yacente se trata de una obra cumbre de su autor el valenciano D.Vicente Tena Cuesta por el que obtuvo en el año 1950 un Premio Nacional de Escultura.
Son dignas de resaltar por su indudable valor las siguientes imágenes:
- Jesús de Medinaceli obra realizada por Sixto Alberti en 1946, considerada por todos los expertos como la una de las mejores imágenes de esta representación del país.
- Cristo de los Mártires, Crucificado realizado en 1940 por el escultor madrileño Enrique Cuartero y Huerta.
- Cristo de las Injurias (Moharras), imagen anónima del XIX que fue rescatada durante la guerra civil.
Es de destacar también el resto de imaginería que tras la guerra civil, en que fueron destruidas la práctica totalidad de las imágenes las obras realizadas por los escultores D. Jesús Castellanos Gómez (discípulo del gran escultor D. Mariano Benlliure) y por D. Paco Calero.
También son de resaltar los tronos que llevan las imágenes, tanto los del Cristo Yacente como el del Cristo de los Mártires se tratan de las obras cumbre de los escultores locales Jesús Castellanos y Paco Calero. También son de destacar por las incorporaciones realizadas posteriormente los tronos realizados también por Paco Calero como el de la Dolorosa, obra a la que se le han incorporado valiosas piezas de orfebrería y tapices y el de Jesús del Perdón con un bellísimo Vía Crucis realizado en bronce por autor desconocido, también es de este autor junto con Leopoldo Castellanos el de Jesús de Medinaceli. En todos los casos se tratan de tronos de grandes dimensiones realizados artesanalmente en madera y dorados en oro o plata y de un gran valor artístico.
De los más recientes caben destacar los nuevos tronos de la Virgen de la Soledad tallado a mano y realizado por los Hermanos Caballero de Sevilla, el de la Verónica y Cruz Desnuda realizado por Talleres de Orovio de la Torre, el de la Virgen de las Angustias realizado por Felipe Villarejo y el de la Sagrada Flagelación que están realizando también los Hermanos Caballero y que está realizado en madera de Caoba de Cuba y del que solo existe otro en España realizado en esta madera.
Con respecto a las distintas procesiones que se llevan a cabo, es de destacar lo que el cronista oficial de la Villa D. Agustín Sandoval Mulleras decía en el año 1961, en su libro "Historia de mi Pueblo, la Muy Noble y Leal Ciudad de Villarrobledo", en el capítulo XII: "Las costumbres (siglos XIX y XX)", dice sobre la Procesión del Santo Entierro: 
"...La mejor de las procesiones es la del Santo Entierro, en la noche del Viernes Santo, con acompañamiento de los cofrades de esta y de las demás cofradías. El paso del Cristo Yacente, magnífica talla del escultor valenciano D. Vicente Tena Cuesta, en su gran carroza escoltada de cuatro ángeles y bellamente iluminada, es espectacular e impresionante. Y es de un efecto embargador ver detrás de la preciosa imagen a numerosos penitentes, hombres y mujeres, que cumplen duras promesas en esta hora de la procesión, muchos descalzos y arrastrando gruesas cadenas. 
Se calcula en unos dos kilómetros esta hermosa procesión del Santo Entierro. Toda ella es devoción emocionada" 
También son de destacar las procesiones de los Encuentros del Viernes Santo por la mañana y el Domingo de Resurrección.

## Breve historia
Nuestra Semana Santa mantiene una evolución histórica similar a las principales celebraciones de este corte en España. La génesis de esta manifestación popular y religiosa la encontramos en las Cofradías (hoy asociadas a la Semana Santa) que, en su origen y durante siglos, realizan labores sociales y celebran, en paralelo, fiestas asociadas a la Semana de Pasión y Muerte de Jesús. En los siglos XIX y XX la Semana Santa adquiere su conformación actual cuando las Cofradías son sustituidas por instituciones civiles o religiosas de nueva índole y desaparecen sus funciones sociales. Hagamos un breve repaso histórico de las diferentes etapas de la Semana Santa Villarrobletana.

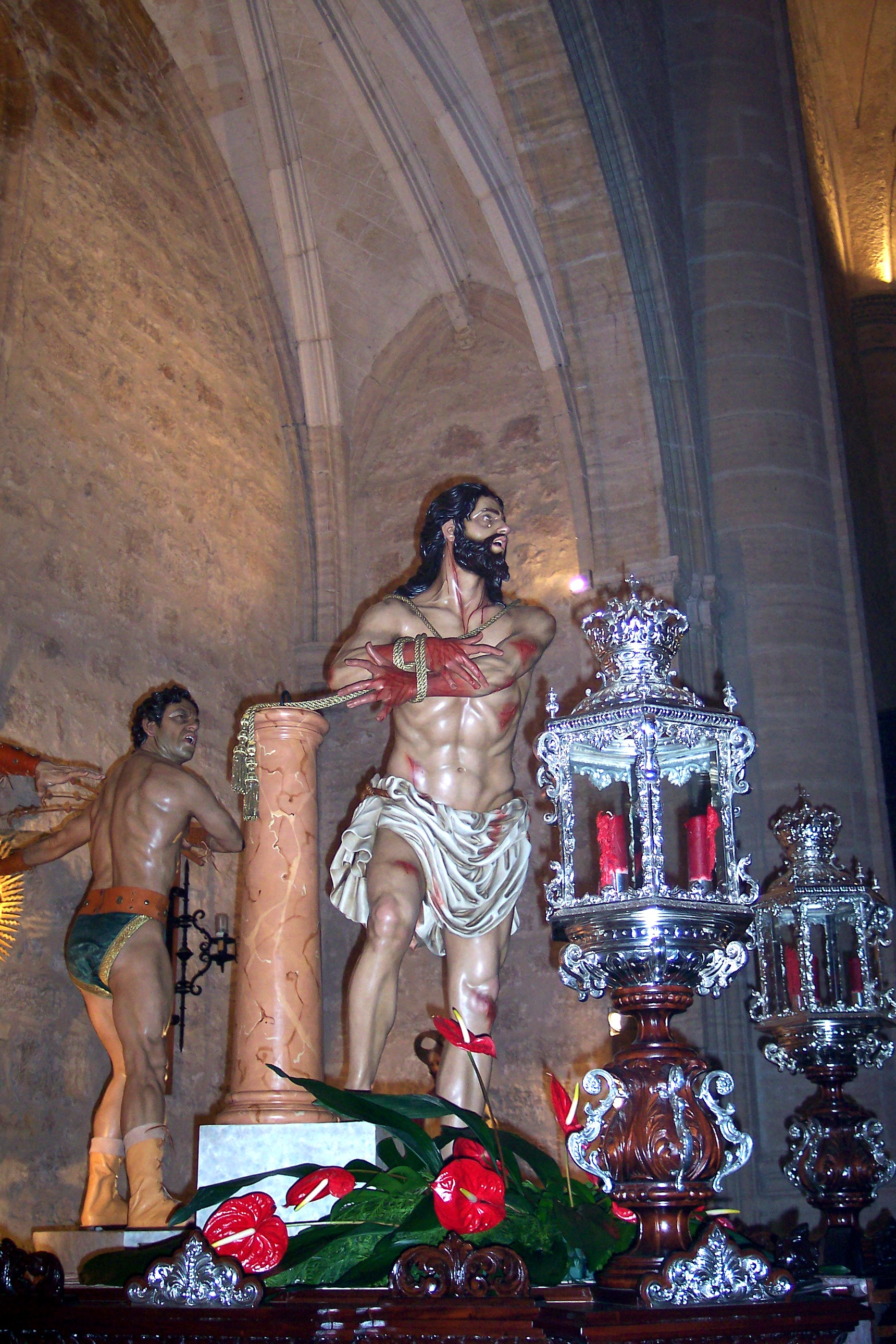
Cristo de la Pasión

## Los comienzos
En 1751, el Padre de la Cavallería (sic) y Portillo ya recopila la tradición histórica de la Semana Santa en Villarrobledo y refiere la existencia de la Cofradía de María Magdalena (hoy desaparecida) y de las Hermandades del Santísimo Cristo de las Injurias, Ntra Sra de la Soledad, Cristo del Huerto (hoy desaparecida), Cristo de las Penas (hoy desaparecida) y Santo Sepulcro.
Sin embargo, las primeras notas documentadas relativas a la Semana Santa en Villarrobledo se remontan al siglo XVI. En 1571 está fechado el documento más antiguo del que se tiene constancia: el "Libro de Ordenanzas de la Hermandad de Nuestra Señora de la Soledad", actual cotitular de la Cofradía del Santo Sepulcro. En este caso, también se trata de las Hermandades más antiguas aun vigentes y, en su vertiente social, eran las encargadas de realizar los enterramientos tradicionales.
Como apuntábamos en la introducción, estas organizaciones realizaban ritos procesionales anuales en la Semana de Pascua, circunstancia que se fomentaba desde las propias Parroquias mediante la aparición de Cofradías más cercanas al sentido ritual y festivo de la Semana Santa. Sobre ello abunda Virgilio Espinar, en su libro “Iglesias y Conventos de Villarrobledo”, escribiendo acerca de la advocación a la Dolorosa de una capilla del mismo nombre cercana al antiguo Convento de Franciscanos, desaparecido en el siglo XIX. También destaca que, en la Parroquia de Santa María, existió el culto y la Hermandad del Santo Cristo del Huerto, imagen íntimamente relacionada con la Semana Santa y que también refiere de la Cavallería y Portillo. Sobre esta advocación y su organización poco se conoce y desaparece en el transcurso de la edad moderna. 
Mención especial merece la Hermandad de Moharras o Cristo de las Injurias, cuyo origen es común a la propia Semana Santa Villarrobletana, aunque su vinculación con ella no tiene lugar hasta el siglo XIX, cuando se aprueban los Estatutos y se institucionalizan los símbolos y hábitos de la cofradía, que curiosamente, adopta las características de la Orden de los Trinitarios Calzados (hábito con estola blanca y cruz bicolor trinitaria). Espinar remonta al siglo XVII la veneración al Cristo de Moharras en la Parroquia de San Blas si bien, anteriormente, se conocía este culto en la vecina localidad de Minaya. Dado que se trata de una imagen venerada en una aldea de nuestra localidad, Moharras, y que ya desde la Edad Media realizaba romerías en dirección al núcleo central de Villarrobledo; la imagen se traslada definitivamente a la Parroquia Matriz de San Blas debido al ruinoso estado de su templo de origen. Tampoco es descartable que la adopción del hábito de los trinitarios por esta Cofradía fuera ya establecido por el mismísimo Virrey Morcillo en el S-VII, considerando que esta era la Orden que S.Ilma. profesaba.
El siglo XVII, pese a ser un siglo de crisis económica, supone un lento crecimiento de esta fiesta en la localidad con un incremento en el número de Cofradías que se mantendrá hasta la primera mitad del siglo XVIII.

## SigloXVIII
La evolución de nuestra Semana Santa en la segunda mitad del siglo XVIII se ralentiza y no hay noticia de cambios significativos durante un siglo. Esto se debe, más que a una crisis de fe, a una crisis económica que deriva en despoblamiento y afecta, sobre todo en las primeras décadas del siglo XIX, a la sociedad civil y con ella a la Semana Santa. 
Sin embargo y pese a todo, parece que la Semana Santa en Villarrobledo gozaba de buena salud todavía durante el siglo XVIII, ya que existía una ermita dedicada exclusivamente al reposo de imágenes: La Iglesia de la Soledad. Junto a las ya mencionadas y para completar el conjunto de pasos necesarios para el desarrollo de una Semana Santa íntegra en su función catequética -aunque este apartado era secundario con respecto a la función ritual mortuoria principal en la vida de las Cofradías-, encontramos una nueva imagen, la Virgen de la Soledad, titular del templo, y quizá algunas otras que han desaparecido sin dejar rastro.
De la Cavallería establecía una distinción entre Hermandades y Cofradías, teniendo las primeras ordenanzas, hachas de cera y estandartes, mientras que las segundas sólo se basaban en el culto popular. Como vemos, existían una serie de ritos externos (procesiones) con estandartes y velas gruesas con las que acompañar a los santos. Un esquema que vemos también en el siglo XIX en el caso de Moharras. Las Fiestas de Pascua tenían su importancia en el seno de las Cofradías; pero era aún más la presencia de hachones y estandartes en los entierros de los hermanos que llevaba a las cofradías a realizar procesiones, durante todo el año, en función del fallecimiento de hermanos.
Por lo que se refiere a los ritos externos de Pascua y para completar la gran cantidad de pasos y advocaciones tradicionales cabe señalar la existencia de una Virgen de las Angustias y un Resucitado en San Blas previos a la Guerra Civil, aunque de antigüedad indeterminada. Del mismo modo, en la Iglesia del Convento de San Bernardo existía culto a Jesús Camino del Calvario (Jesús del Perdón); aunque se desconocen otros pormenores.
Resulta complicado, con los datos que tenemos, imaginar la Semana Santa de aquellos años (niveles de coordinación en las procesiones, calendario, riqueza suntuaria, etc); pero existen indicios para pensar que era mantenida fundamentalmente por la Hermandad del Santo Entierro y la Dolorosa que son, junto a la Soledad, las que sobreviven a la crisis del siglo XIX. Es tradición inveterada en la localidad el desarrollo de la Procesión del Santo Entierro el Viernes Santo por la noche, aunque es difícil datar su origen. También, y en secuencia lógica, el desfile de la Dolorosa correspondiendo con su día; aunque en ocasiones ha salido en procesión el Domingo de Ramos.
Se desconoce el grado de participación de la Hermandad del Santo Cristo del Huerto y de una cuarta, la del Santísimo Cristo de las Penas, de las cuales se pierde la pista posteriormente. La Cofradía de María Magdalena, de menor rango que las demás, pues carecía de la parafernalia de las hermandades, presentaba mayor riesgo de desaparición, haciéndolo sin dejar rastro entre los siglos XIX y XX. La semana santa inicia un proceso de languidecimiento que abarcará un siglo entre mediados de los siglos XVIII y XIX.

## sigloXIX
Las crisis, económica la del siglo XVIII y política la del siglo XIX, han retraído la Semana Santa que volverá por sus fueros en la segunda mitad de este siglo. Los actos y procesiones particulares que llevan a cabo las Cofradías en ocasiones, se desarrollan en los templos y no tienen proyección en la calle.
A las imágenes de Semana Santa se suma la del Cristo de las Injurias o Moharras. Pese a que su advocación era más antigua si cabe que las del resto de Cofradías, como adelantamos, se mantuvo durante largo tiempo ajena a esta fiesta.
Tanto la Guerra de la Independencia como la Carlista, además de las revueltas liberales, influyen notablemente en la Semana Santa y en las Cofradías. A esto hay que sumar las distintas visiones religiosas existentes que van desde la más liberal, que admite la religión aunque la circunscribe al ámbito civil; hasta la más apostólica, partidaria del control de la sociedad desde la religión católica. Incluso los cofrades villarrobletanos pudieran haberse adherido a unas u otras tendencias como demuestra la adopción de la banda de la Dolorosa de uniformes liberales que aún hoy se mantienen.
Sin duda, podemos hablar de un antes y un después en la Semana Santa de Villarrobledo con las reformas del siglo XIX. Las Cofradías establecen sus estatutos y se separan definitivamente de la vida civil, adquiriendo una identidad exclusivamente religiosa. Se trata de un siglo en el que la sociedad española, al amparo de los regímenes liberales, conforma una administración laica.
Sin embargo, se produce una crisis de identidad de las Cofradías que viven una importante decadencia de la que sólo se reharán a finales de siglo. A muchas se les pierde el rastro y la dualidad Hermandad- Cofradía desaparece. Las cofradías que sobreviven: Dolorosa, Santo Entierro y Moharras se reorganizan ofreciendo, todavía fundamentalmente, auxilio espiritual a los hermanos finados, quedando todavía el apartado festivo externo como secundario frente a la visión espiritual. Con la crisis, las imágenes habían abandonado en algunos casos las calles, desapareciendo Cofradías y Hermandades; aunque conforme avance el siglo volverán a retomar las procesiones.
Así, y dentro de las prácticas religiosas entre finales de siglo y principios del siglo XX va tomando mayor importancia el aspecto festivo frente al luctuoso. Aparecen los trajes actuales inspirados en otras festividades o bien en órdenes religiosas y la función catequética se impone a la espiritual.

## SigloXX
Tras unos momentos de decadencia y casi de extinción con motivo de la nueva Guerra Civil, la Semana Santa vuelve a resurgir en la posguerra y se convierte en la expresión cultural y religiosa que conocemos en la actualidad donde el apartado externo festivo cobra mayor importancia que el espiritual. De hecho, la costumbre de acompañar episodios mortuarios desaparece. El apartado externo e iconográfico de la fiesta se magnifica y las muestras externas de fe dan lugar a un crecimiento de las procesiones; es por ello que durante la Guerra Civil las imágenes se convierten en iconos a abatir. Tras el final de la contienda, el fenómeno es más acusado pasando a ser el elemento principal y casi único de la Semana Santa.
A partir de los años 40 comienzan a surgir nuevas Cofradías que hasta ocho (sólo quedaban tres) completan la actual distribución. La aparición de nuevas cofradías es una constante en la década de los 40 viviéndose un relanzamiento de la fiesta sin precedentes. Se alcanza el máximo apogeo de la fiesta en los años 50; aunque posteriormente vivirá tiempos de crisis desde los 60 hasta los 80. Otras fiestas como las patronales o el Carnaval, gozan de mayor acogida entre el público y organismos intervinientes. Viviéndose un lento languidecimiento que culmina a principios de los 90.
Posteriormente la reorganización de la Junta de Hermandades supone un nuevo relanzamiento como el que se vive en la actualidad. Las Hermandades y Cofradías pasan a convertirse en el principal activo de promoción cultural y patrimonial de la sociedad, realizándose una gran inversión en patrimonio que podría cifrarse en 300.000 euros, sin contar las inversiones particulares en vestuarios y atuendos propios. El patrimonio histórico acumulado de las cofradías podría ascender a 1.800.000 euros.
En torno a 3500 personas participan habitualmente en los desfiles procesionales en el seno de las Cofradías, mientras que otros tantos participan en la vida o mantenimiento de las mismas; sin estar tan presentes en los actos externos. Toda la ciudad se vuelca como público, o circunstancialmente como penitentes, en los actos celebrados en la Semana de Pascua.
El récord de participación de nazarenos y penitentes en la Procesión del Entierro está en torno a las 10000 personas entre penitentes y público, en unos dos kilómetros y medio de procesión; manteniendo pese al alto número un alto grado de solemnidad y calidad. En este tipo de procesiones hay rigurosas normas de vestimenta y comportamiento que se exteriorizan en ritos impresionantes. 
Actualmente existen ocho Cofradías en Villarrobledo, aunque muchas de ellas se han unido o desaparecido existiendo un total de Cofradías históricas mayor (hasta 12) que observamos en la siguiente lista.

## SiglosXVIalXVIII
- Hermandad del Santo Entierro (Vigente con el nombre de Cofradía del Santo Sepulcro y de la Soledad).
- Cofradía de Nuestra Señora de la Soledad (Relacionada con la anterior, aunque se ha querido vincular en ocasiones a la Dolorosa).
- Hermandad y Cofradía de Nuestra Señora de los Dolores (Vigente).
- Hermandad y Cofradía de Nazarenos del Santísimo Cristo de las Injurias – Moharras – (Vigente).
- Hermandad del Cristo del Huerto (Desaparecida, aunque retomado el culto en Jesús del Perdón).
- Hermandad del Cristo de la Pena (Desaparecida; aunque retomado el culto con el Cristo de la Pasión por la *Cofradía de Santo Sepulcro).
- Cofradía de María Magdalena (Desaparecida), aunque retomado el culto en 2007 con la nueva imagen de Santa *María Magdalena por la Cofradía de Santo Sepulcro).

## SiglosXIXyXX
- Hermandad y Cofradía del Santísimo Cristo de los Mártires.
- Hermandad y Cofradía Nuestro Padre Nazareno Jesús de Medinaceli.
- Hermandad y Cofradía de Nuestro Padre Jesús del Perdón.
- Hermandad y Cofradía de San Juan Evangelista.
- Hermandad y Cofradía de Nuestra Señora de la Esperanza (Vinculada a Jesús del Perdón).

Del mismo modo hay cultos históricos no identificados con Cofradía o Hermandad hasta la actualidad: Jesús Camino del Calvario (Perdón) o la Virgen de las Angustias (Moharras). Casos especiales son los de cultos adscritos a Cofradías históricas como es caso del Resucitado (Santo Sepulcro) o la Verónica (Dolorosa). También hay cultos actuales, adscritos recientemente a Cofradías, como el Cristo de la Caída y la Entrada Triunfal de Jesús en Jerusalén (Perdón) o la Cruz Desnuda (Dolorosa)
(Fuentes: Página oficial de la Junta de Cofradías y Hermandades de Villarrobledo y Cofradía del Santo Sepulcro y de la Soledad.)